# Марица – Първомай
Марица – Първомай е защитена зона от Натура 2000 по директивата за опазване на дивите птици. Обхваща участък от река Марица в района на Първомай с околните крайречни местообитания и земеделски земи. Заема площ от около 11 513,1 ha.

## Граници
От запад на изток се простира от селата Чалъковци и Поповица до Великан и Ябълково, а от север на юг от Мирово, Градина, Крушево и Добри дол до кварталите „Дебър“, „Караджалово“ и „Скобелево“.

## Флора
Крайречните гори по бреговете на Марица са главно от черна елша, върби и тополи на места примесени с плантации от хибридни тополи. Сред земеделските земи са разпръснати малки дъбови гори. Тревните местообитания са представени от тревни съобщества на ливадна власатка, броеничеста ливадина, ливадна лисича опашка, пасищен райграс, издънкова полевица и други.

## Фауна
В защитената зона са установени 84 вида птици, от които 34 са включени в Червената книга на България. Защитената зона е важна за опазването на малкия креслив орел. Районът на Марица при Първомай е мястото в България, където белочелата сврачка гнезди в най-голяма численост. Срещат се също и късопръст ястреб, синявица, бял щъркел. През зимата по поречието на Марица се среща голяма бяла чапла, а в крайречните земи – пойният лебед.